# 聖何塞德瓜里比市

聖何塞德瓜里比市（西班牙語：Municipio San José de Guaribe），是委內瑞拉的一個市，位於該國中部瓜里科州，首府設於聖何塞德瓜里比，面積1,128平方公里，2001年人口10,998，人口密度每平方公里8.9人。